# 八幡沼 (加須市)

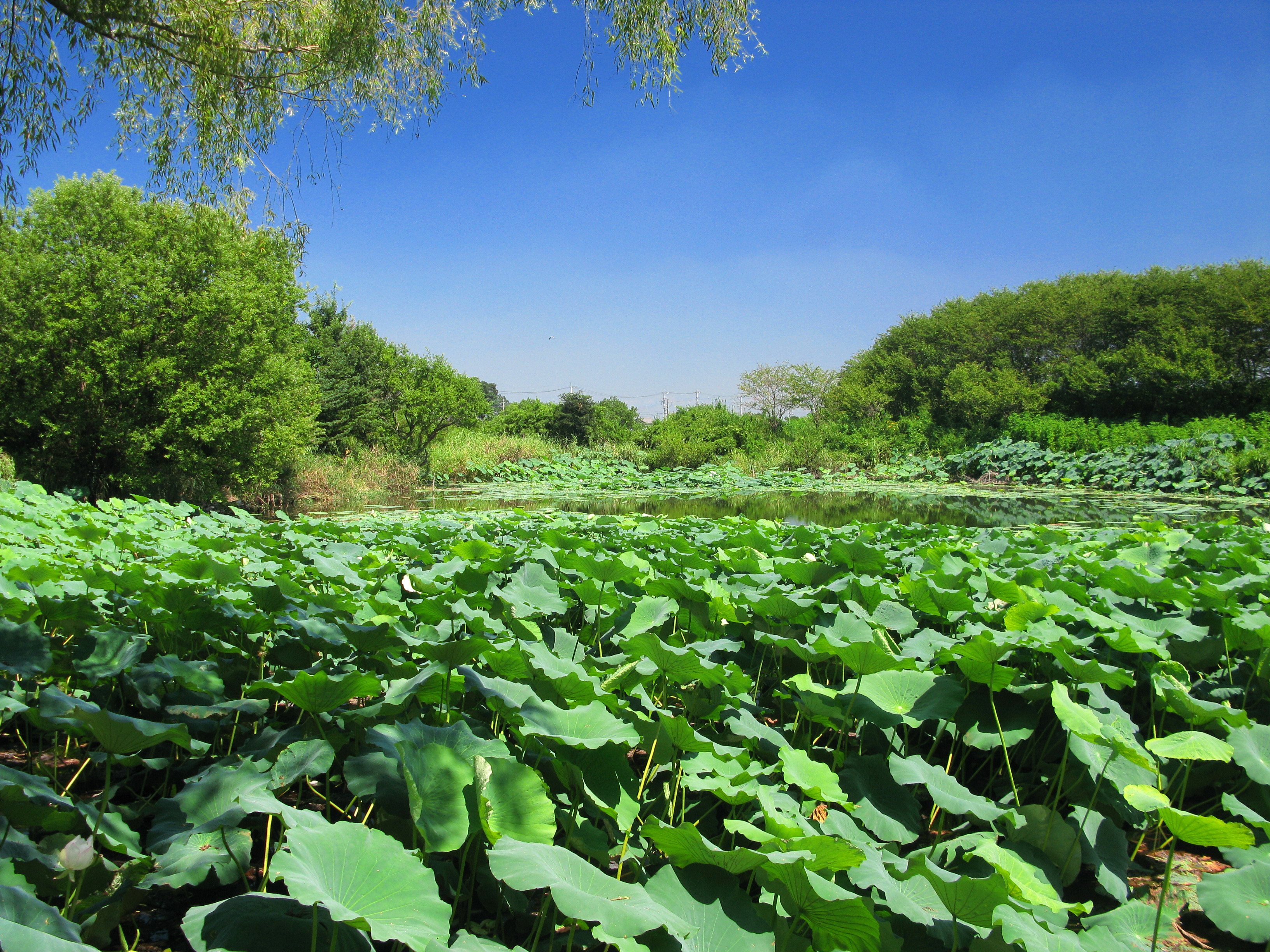
八幡沼（2012年8月）

八幡沼（はちまんぬま）は、埼玉県加須市麦倉に所在する沼である。

## 概要
この八幡沼は旧合の川の河川跡に所在し、かつての洪水時に形成された押堀（おっぽり）である。所在地周辺は主に水田などの農地となっており、集落や工場なども所在している。また、沼はほぼ自然のままの姿が残されており、沼の南側には旧合の川の堤防が所在している。